# Marcel Van Houtte
Marcel Van Houtte (Tielt, 11 maggio 1909 – Tielt, 30 giugno 2001) è stato un ciclista su strada e pistard belga, corse dal 1936 al 1948.

## Carriera
Ottenne alcuni buoni risultati nelle corse in linea dove raggiunse il quarto posto nella Gand-Wevelgem 1936, il quinto nella Freccia Vallone 1937, e nel 1938 il quarto ed il terzo posto rispettivamente nella Parigi-Bruxelles e nella Parigi-Roubaix.
Nel 1939 prese parte con la selezione nazionale belga al Giro d'Italia vinto da Giovanni Valetti che portò a termine seppur nelle posizioni di rincalzo.

## Palmarès
- 1936 (Indipendenti, due vittorie)

Giro delle Fiandre Indipendenti
7ª tappa Giro del Belgio Indipendenti (Lussemburgo > Auvelains)
- 1937 (Alcyon, due vittorie)

Parigi-Arras
Grand Prix du "Progrès de la Somme"
- 1938 (Alcyon, una vittoria)

Grand Prix du "Progrès de la Somme"
- 1939 (Alcyon, una vittoria)

Bruxelles-Luxembourg-Montdorf

### Altri successi
- 1936 (Indipendente, due vittorie)

Criterium di Harelbeke
Kermesse di Melsele
- 1945 (Individuale, una vittoria)

Criterium di Mariakerke (a)

## Piazzamenti
- Giro d'Italia

1939: 48º

### Classiche monumento
- Giro delle Fiandre

1941: 28º
- Parigi-Roubaix

1937: 41º
1938: 3º
1939: 26º
1943: 49º